# 行政主席

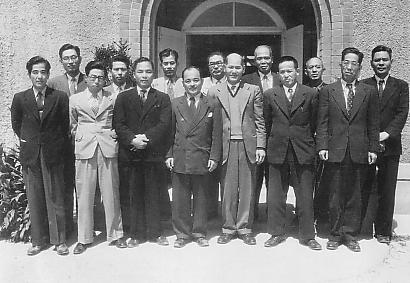
比嘉秀平行政主席（前列右から3番目）と局長たち

行政主席（ぎょうせいしゅせき、英：Chief Executive of the Government of the Ryukyu Islands）は、琉球政府の行政府の長である。琉球政府の行政権は行政主席に属するとされたが、実際の権限は米国民政府が掌握しており、行政主席の権限が制約された状態であった。この状態が日本へと返還されるまでの間続いた。

## 地位と職務
米国民政府布告第13号「琉球政府の設立」及び米国民政府布令第68号「琉球政府章典」により定められた。

### 地位
行政府を代表する独任制の機関であり、琉球政府公務員法（1953年立法第4号）の適用がない特別職の琉球政府公務員である。琉球政府や外国政府のいかなる役職との兼職も禁じられている。

### 就任資格
満35歳以上で、少なくとも5年間居住し、かつ戸籍を持っている者。また、贈収賄、偽証またはその他破廉恥罪を犯していない者が就任資格とされた。

### 職務・権限
- 行政各局の管理運営に責任を負い、米国民政府の認可のもとに職員を任命する。
- 立法の委任がある場合には、その施行のために必要な規則を定めることができる。

### 議会との関係
行政主席は、立法院の立法案（予算案等も含む）に対して異議のある場合は、理由を明示して立法院に返送することができる（いわゆる拒否権の行使）。ただし、立法院の3分の2以上の多数で再議決された場合は、米国民政府の民政副長官（後の琉球列島高等弁務官）の決定を待たなければならない。
また、行政主席は法案提出権や議会解散権を持たないなど、都道府県知事や市町村長の権限と大きく異なるところがある。

## 選出方法の変遷
- 1952年 - 57年　米国民政府による直接任命
- 1957年 - 61年　立法院の代表者に諮って、米国民政府が任命
- 1962年 - 65年　米国民政府の受諾できる者を立法院が指名し、米国民政府が任命
- 1965年 - 68年　立法院議員による間接選挙
- 1968年 - 72年　住民による直接選挙

## 行政主席の一覧
| 代   | 主席     | 主席           | 所属政党                       | 期 | 在任期間                        | 在任期間    | 備考 |
| ---- | -------- | -------------- | ------------------------------ | -- | ------------------------------- | ----------- | ---- |
| 001  | 比嘉秀平 |                | 沖縄社会大衆党                 | － | 1952年4月1日 - 1952年8月31日    | 4年 + 207日 |      |
| 0(1) | 比嘉秀平 | 琉球民主党     | 1952年8月31日 - 1956年10月25日 | － | 在任中に死去                    | 4年 + 207日 |      |
| 00－ | （欠員） | （欠員）       | （欠員）                       | － | 1956年10月25日 - 1956年11月11日 | 17日        |      |
| 002  | 當間重剛 |                | 無所属                         | － | 1956年11月11日 - 1959年11月10日 | 2年 + 364日 |      |
| 003  | 大田政作 |                | 沖縄自由民主党                 | － | 1959年11月11日 - 1964年10月30日 | 4年 + 354日 |      |
| 004  | 松岡政保 |                | 沖縄自由民主党                 | － | 1964年10月31日 - 1964年12月     | 4年 + 30日  |      |
| 004  | 松岡政保 | 民主党         | 1964年12月 - 1967年12月        | － | 党名改称                        | 4年 + 30日  |      |
| 004  | 松岡政保 | 沖縄自由民主党 | 1967年12月 - 1968年11月30日    | － | 党名改称                        | 4年 + 30日  |      |
| 005  | 屋良朝苗 |                | 無所属                         | 1  | 1968年12月1日 - 1972年5月14日   | 3年 + 165日 |      |